# Henry Herbert, X conte di Pembroke
Henry Herbert, X conte di Pembroke (3 luglio 1734 – Wilton, 26 gennaio 1794), è stato un nobile e generale inglese.

## Biografia
Era l'unico figlio di Henry Herbert, IX conte di Pembroke, e di sua moglie, Lady Mary FitzWilliam, figlia di Richard FitzWilliam, V visconte FitzWilliam. Attraverso questo matrimonio suo figlio ereditò le sostanziali proprietà FitzWilliam a Dublino e la FitzWilliam House a Richmond Green nel Surrey, che ribattezzò "Pembroke House". Studiò a Eton.

## Carriera militare
Divenne tenente generale dell'esercito, poi colonnello del 1° King's Dragoon Guards. Divenne un'autorità nell'addestramento dei cavalli della cavalleria e nel 1755 costruì una scuola di equitazione al coperto a Wilton House e commissionò 55 dipinti che rappresentavano degli esercizi di equitazione militare che ora sono appesi nella Large Smoking Room a Wilton. Come sua residenza londinese acquistò 40 Queen Anne St, a Marylebone, che usava per intrattenere durante la "stagione londinese".
Nel 1760 fu inviato con il suo reggimento in Germania per prendere parte alla Guerra dei sette anni come Maggiore Generale al comando della Brigata di Cavalleria in Germania fino all'anno successivo. Nel 1761 scrisse il manuale dell'esercito britannico sull'equitazione, Military Equitation: or A Method of Breaking Horses, and Teaching Soldiers to Ride, che era già arrivato alla 4ª edizione nel 1793, e i suoi metodi furono adottati in tutta la cavalleria britannica.
Fu nominato Lord of the Bedchamber di Giorgio III nel 1769 e promosso al grado di generale nel 1782.

## Matrimonio
Sposò, il 23 marzo 1756, Lady Elizabeth Spencer (1737–30 aprile 1831), figlia di Charles Spencer, III duca di Marlborough e di Elizabeth Trevor. Ebbero due figli:
- George Herbert, XI conte di Pembroke (1759-1827)
- Charlotte Herbert (14 luglio 1773-21 aprile 1784).

Nel gennaio 1762 conobbe Kitty Hunter, già moglie del colonnello Alured Clarke, e andò con lei nei Paesi Bassi. Nel novembre dello stesso anno Kitty diede alla luce un bambino, Augusto Retnuh Reebkomp-Montgomery. Henry ritornò in Inghilterra, nel febbraio dell'anno successivo, e si riconciliò con sua moglie.
Henry ebbe un'altra relazione sul continente, a Venezia nel 1768, dalla quale ebbe una figlia Caroline Medkaff.

## Morte
Morì a Wilton, all'età di 59 anni.

## Ascendenza
|                                                                  |                                             |                                               | Genitori                            |  |  | Nonni |  |  | Bisnonni                                                     |  |  | Trisnonni                                                    |  |
|                                                                  |                                             |                                               |                                     |  |  |       |  |  | Philip Herbert, V conte di Pembroke e II conte di Montgomery |  |  | Philip Herbert, IV conte di Pembroke e I conte di Montgomery |  |
|                                                                  |                                             |                                               |                                     |  |  |       |  |  | Philip Herbert, V conte di Pembroke e II conte di Montgomery |  |  | Philip Herbert, IV conte di Pembroke e I conte di Montgomery |  |
|                                                                  |                                             | Susan de Vere                                 |                                     |  |  |       |  |  | Philip Herbert, V conte di Pembroke e II conte di Montgomery |  |  |                                                              |  |
| Thomas Herbert, VIII conte di Pembroke e III conte di Montgomery |                                             |                                               |                                     |  |  |       |  |  | Philip Herbert, V conte di Pembroke e II conte di Montgomery |  |  |                                                              |  |
|                                                                  |                                             | Catherine Villiers                            | William Villiers, I baronetto       |  |  |       |  |  |                                                              |  |  |                                                              |  |
|                                                                  |                                             | Catherine Villiers                            | William Villiers, I baronetto       |  |  |       |  |  |                                                              |  |  |                                                              |  |
|                                                                  |                                             | Catherine Villiers                            | Rebecca Roper                       |  |  |       |  |  |                                                              |  |  |                                                              |  |
| Henry Herbert, IX conte di Pembroke e IV conte di Montgomery     |                                             | Catherine Villiers                            |                                     |  |  |       |  |  |                                                              |  |  |                                                              |  |
|                                                                  |                                             | Robert Sawyer                                 | Edmund Sawyer                       |  |  |       |  |  |                                                              |  |  |                                                              |  |
|                                                                  |                                             | Robert Sawyer                                 | Edmund Sawyer                       |  |  |       |  |  |                                                              |  |  |                                                              |  |
|                                                                  |                                             | Robert Sawyer                                 | Anne Whitmore                       |  |  |       |  |  |                                                              |  |  |                                                              |  |
| Margaret Sawyer                                                  |                                             | Robert Sawyer                                 |                                     |  |  |       |  |  |                                                              |  |  |                                                              |  |
|                                                                  |                                             | Margaret Suckeley                             | Ralf Suckley                        |  |  |       |  |  |                                                              |  |  |                                                              |  |
|                                                                  |                                             | Margaret Suckeley                             | Ralf Suckley                        |  |  |       |  |  |                                                              |  |  |                                                              |  |
|                                                                  |                                             | Margaret Suckeley                             | …                                   |  |  |       |  |  |                                                              |  |  |                                                              |  |
| Henry Herbert, X conte di Pembroke e V conte di Montgomery       |                                             | Margaret Suckeley                             |                                     |  |  |       |  |  |                                                              |  |  |                                                              |  |
|                                                                  | Thomas FitzWilliam, IV visconte FitzWilliam | William FitzWilliam, III visconte FitzWilliam |                                     |  |  |       |  |  |                                                              |  |  |                                                              |  |
|                                                                  | Thomas FitzWilliam, IV visconte FitzWilliam | William FitzWilliam, III visconte FitzWilliam |                                     |  |  |       |  |  |                                                              |  |  |                                                              |  |
|                                                                  | Thomas FitzWilliam, IV visconte FitzWilliam | Mary Alice Luttrell                           |                                     |  |  |       |  |  |                                                              |  |  |                                                              |  |
| Richard FitzWilliam, V visconte FitzWilliam                      | Thomas FitzWilliam, IV visconte FitzWilliam |                                               |                                     |  |  |       |  |  |                                                              |  |  |                                                              |  |
|                                                                  |                                             | Mary Stapleton                                | Philip Stapleton                    |  |  |       |  |  |                                                              |  |  |                                                              |  |
|                                                                  |                                             | Mary Stapleton                                | Philip Stapleton                    |  |  |       |  |  |                                                              |  |  |                                                              |  |
|                                                                  |                                             | Mary Stapleton                                | Frances Hotham                      |  |  |       |  |  |                                                              |  |  |                                                              |  |
| Mary FitzWilliam                                                 |                                             | Mary Stapleton                                |                                     |  |  |       |  |  |                                                              |  |  |                                                              |  |
|                                                                  |                                             | John Shelley, III baronetto                   | Charles Shelley, II baronetto       |  |  |       |  |  |                                                              |  |  |                                                              |  |
|                                                                  |                                             | John Shelley, III baronetto                   | Charles Shelley, II baronetto       |  |  |       |  |  |                                                              |  |  |                                                              |  |
|                                                                  |                                             | John Shelley, III baronetto                   | Elizabeth Weston                    |  |  |       |  |  |                                                              |  |  |                                                              |  |
| Frances Shelley                                                  |                                             | John Shelley, III baronetto                   |                                     |  |  |       |  |  |                                                              |  |  |                                                              |  |
|                                                                  |                                             | Bridget Neville                               | George Nevill, XI barone Bergavenny |  |  |       |  |  |                                                              |  |  |                                                              |  |
|                                                                  |                                             | Bridget Neville                               | George Nevill, XI barone Bergavenny |  |  |       |  |  |                                                              |  |  |                                                              |  |
|                                                                  |                                             | Bridget Neville                               | Mary Gifford                        |  |  |       |  |  |                                                              |  |  |                                                              |  |
|                                                                  |                                             | Bridget Neville                               |                                     |  |  |       |  |  |                                                              |  |  |                                                              |  |